# DM i landevejscykling 2023 – Linjeløb (junior damer)
Junior damernes linjeløb ved DM i landevejscykling 2023 blev afholdt søndag den 25. juni i Aalborg. Linjeløbet foregik over 127,2 km og blev kørt sammen med elite- og U23-damerne, men kunne ikke få medalje i disse klasser.
Løbet blev vundet af Ida Krickau Ketelsen fra Team Rytger p/b Carl Ras. Olympia Bianca Norrid-Mortensen (Holte MTB Klub) og Alma Walther Møller Rasmussen (Odder Cykel Klub) tog sig af de resterende podiepladser.

## Resultat
| \| Samlede stilling \| Samlede stilling \| Samlede stilling \| Samlede stilling \| Samlede stilling \| \| Rytter \| Rytter \| Hold \| Tid \| \| \| ---------------- \| ------------------------------- \| ------------------------------- \| ---------------- \| ---------------- \| \| 1. \| Ida Krickau Ketelsen \| Team Rytger powered by Carl Ras \| 3t 35' 15" \| \| \| 2. \| Olympia Bianca Norrid-Mortensen \| Holte MTB Klub \| + 0" \| \| \| 3. \| Alma Walther Møller Rasmussen \| Odder Cykel Klub \| + 0" \| \| \| 4. \| Line Juul Balle \| Aalborg Cykle-Ring \| + 0" \| \| \| 5. \| Alberte Greve \| Team Rytger powered by Carl Ras \| + 0" \| \| \| 6. \| Mathilde Cramer \| Greve Cykle Club \| + 3' 22" \| \| \| 7. \| Johanne Resen \| Ordrup Cycle Club \| + 4' 13" \| \| \| 8. \| Mona Graversen Eckeroth \| Give Cykelklub \| + 7' 09" \| \| |                                 |                                 |            |
| |                                 |                                 |            |
| Kilde: ProCyclingStats |                                 |                                 |            |
| Samlede stilling |                                 |                                 |            |
| Rytter | Rytter                          | Hold                            | Tid        |
| 1. | Ida Krickau Ketelsen            | Team Rytger powered by Carl Ras | 3t 35' 15" |
| 2. | Olympia Bianca Norrid-Mortensen | Holte MTB Klub                  | + 0"       |
| 3. | Alma Walther Møller Rasmussen   | Odder Cykel Klub                | + 0"       |
| 4. | Line Juul Balle                 | Aalborg Cykle-Ring              | + 0"       |
| 5. | Alberte Greve                   | Team Rytger powered by Carl Ras | + 0"       |
| 6. | Mathilde Cramer                 | Greve Cykle Club                | + 3' 22"   |
| 7. | Johanne Resen                   | Ordrup Cycle Club               | + 4' 13"   |
| 8. | Mona Graversen Eckeroth         | Give Cykelklub                  | + 7' 09"   |

## Hold og ryttere
| DCU Elite Team- Team Rytger powered by Carl Ras Amatørkvindehold- Grouwels-Watersley R&D Road Team Regional- og klubhold (6)- Aalborg Cykle-Ring - Give Cykelklub - Greve Cykle Club - Holte MTB Klub - Odder Cykel Klub - Ordrup Cycle Club |
| |

### Startliste
| Holte MTB Klub ___ | Holte MTB Klub ___              | Holte MTB Klub ___ |
| ------------------ | ------------------------------- | ------------------ |
| Nr.                | Rytter                          | Placering          |
| 201                | Olympia Bianca Norrid-Mortensen | 2.                 |

| Greve Cykle Club ___ | Greve Cykle Club ___ | Greve Cykle Club ___ |
| -------------------- | -------------------- | -------------------- |
| Nr.                  | Rytter               | Placering            |
| 202                  | Mathilde Cramer      | 6.                   |

| Ordrup Cycle Club ___ | Ordrup Cycle Club ___ | Ordrup Cycle Club ___ |
| --------------------- | --------------------- | --------------------- |
| Nr.                   | Rytter                | Placering             |
| 203                   | Johanne Resen         | 7.                    |

| Odder Cykel Klub ___ | Odder Cykel Klub ___          | Odder Cykel Klub ___ |
| -------------------- | ----------------------------- | -------------------- |
| Nr.                  | Rytter                        | Placering            |
| 204                  | Alma Walther Møller Rasmussen | 3.                   |

| Grouwels-Watersley R&D Road Team ___ | Grouwels-Watersley R&D Road Team ___ | Grouwels-Watersley R&D Road Team ___ |
| ------------------------------------ | ------------------------------------ | ------------------------------------ |
| Nr.                                  | Rytter                               | Placering                            |
| 205                                  | Astrid Marie Bjørn Sørensen          | DNF                                  |

| Give Cykelklub ___ | Give Cykelklub ___      | Give Cykelklub ___ |
| ------------------ | ----------------------- | ------------------ |
| Nr.                | Rytter                  | Placering          |
| 206                | Mona Graversen Eckeroth | 8.                 |
| 207                | Nicolina Hansen         | DNS                |
| 208                | Sofie Pedersen          | DNS                |

| Aalborg Cykle-Ring ___ | Aalborg Cykle-Ring ___ | Aalborg Cykle-Ring ___ |
| ---------------------- | ---------------------- | ---------------------- |
| Nr.                    | Rytter                 | Placering              |
| 209                    | Line Juul Balle        | 4.                     |

| Team Rytger powered by Carl Ras ___ | Team Rytger powered by Carl Ras ___ | Team Rytger powered by Carl Ras ___ |
| ----------------------------------- | ----------------------------------- | ----------------------------------- |
| Nr.                                 | Rytter                              | Placering                           |
| 210                                 | Alberte Greve                       | 5.                                  |
| 211                                 | Anna Margrethe Hansen               | DNS                                 |
| 212                                 | Ida Krickau Ketelsen                | 1.                                  |

| Holte MTB Klub ___ | Holte MTB Klub ___              | Holte MTB Klub ___ |
| ------------------ | ------------------------------- | ------------------ |
| Nr.                | Rytter                          | Placering          |
| 201                | Olympia Bianca Norrid-Mortensen | 2.                 |

| Greve Cykle Club ___ | Greve Cykle Club ___ | Greve Cykle Club ___ |
| -------------------- | -------------------- | -------------------- |
| Nr.                  | Rytter               | Placering            |
| 202                  | Mathilde Cramer      | 6.                   |

| Ordrup Cycle Club ___ | Ordrup Cycle Club ___ | Ordrup Cycle Club ___ |
| --------------------- | --------------------- | --------------------- |
| Nr.                   | Rytter                | Placering             |
| 203                   | Johanne Resen         | 7.                    |

| Odder Cykel Klub ___ | Odder Cykel Klub ___          | Odder Cykel Klub ___ |
| -------------------- | ----------------------------- | -------------------- |
| Nr.                  | Rytter                        | Placering            |
| 204                  | Alma Walther Møller Rasmussen | 3.                   |

| Grouwels-Watersley R&D Road Team ___ | Grouwels-Watersley R&D Road Team ___ | Grouwels-Watersley R&D Road Team ___ |
| ------------------------------------ | ------------------------------------ | ------------------------------------ |
| Nr.                                  | Rytter                               | Placering                            |
| 205                                  | Astrid Marie Bjørn Sørensen          | DNF                                  |

| Give Cykelklub ___ | Give Cykelklub ___      | Give Cykelklub ___ |
| ------------------ | ----------------------- | ------------------ |
| Nr.                | Rytter                  | Placering          |
| 206                | Mona Graversen Eckeroth | 8.                 |
| 207                | Nicolina Hansen         | DNS                |
| 208                | Sofie Pedersen          | DNS                |

| Aalborg Cykle-Ring ___ | Aalborg Cykle-Ring ___ | Aalborg Cykle-Ring ___ |
| ---------------------- | ---------------------- | ---------------------- |
| Nr.                    | Rytter                 | Placering              |
| 209                    | Line Juul Balle        | 4.                     |

| Team Rytger powered by Carl Ras ___ | Team Rytger powered by Carl Ras ___ | Team Rytger powered by Carl Ras ___ |
| ----------------------------------- | ----------------------------------- | ----------------------------------- |
| Nr.                                 | Rytter                              | Placering                           |
| 210                                 | Alberte Greve                       | 5.                                  |
| 211                                 | Anna Margrethe Hansen               | DNS                                 |
| 212                                 | Ida Krickau Ketelsen                | 1.                                  |